# Zignisis bifoliata
Zignisis bifoliata is een zachte koraalsoort uit de familie Isididae. De koraalsoort komt uit het geslacht Zignisis. Zignisis bifoliata werd in 1998 voor het eerst wetenschappelijk beschreven door Alderslade. 